# 昭萍志略
《昭萍志略》是中华民国江西省萍乡县（今为萍乡市）的地方志。全书共12卷，编成于民国24年（1935年），刘洪辟修，李有鋆纂。属私人修撰的地方志。
萍乡县自清同治十一年（1872年）续修《萍乡县志》以后，已经63年未曾修志。连年兵灾稍定，刘洪辟因此“招寻方雅，网罗旧闻，备异日职方之采”。

## 作者小传
刘洪辟，字筱和，晚号廉园老人，萍乡泉陂人，晚清举人。

## 评价
本志采用了志、记、传、图、表等多种体裁，资料翔实，体例完备，历代县志所载要事，均有辑录，保存了大量史料。

## 版本
原版为木刻竖排。1981年，日本曾出版此志。